# فيتور سابا
فيتور رودريغيز سابا (بالبرتغالية: Vítor Rodrigues Saba) الشهير باسم فيتور سابا (مواليد 11 يوليو 1990) لاعب كرة قدم برازيلي ويحمل أيضا الجنسية البرتغالية يلعب حاليا لصالح نادي الدرجة الأولى المحرق البحريني في مركز الوسط المهاجم من 2016 كما يجيد اللعب في مراكز الوسط المحوري والجناح الأيسر والمهاجم.

## السيرة الذاتية
في 4 سبتمبر 2016 أعلن المحرق الذي ينافس في الدوري البحريني الممتاز عن ضم فيتور سابا لمدة موسم واحد.

## الإنجازات

### وسترن سيدني واندررز
- دوري أبطال آسيا (1): 2014

## روابط خارجية
- فيتور سابا على موقع الاتحاد الدولي (مؤرشف)  (الإنجليزية)
- فيتور سابا على موقع قاعدة بيانات كرة القدم.إي يو (الإنجليزية)
- فيتور سابا على موقع Soccerway.com (الإنجليزية)
- فيتور سابا على موقع عالم كرة القدم.نت (الإنجليزية)
- فيتور سابا على موقع GSA (الإنجليزية)